# Mouliné
Se conoce por mouliné o hilo mouliné a un hilo fabricado en algodón (100%) y compuesto por seis hebras ligeramente retorcidas para que se puedan separar con facilidad. Es una herramienta indispensable en el bordado y es costumbre en los expertos ir creando una gran colección de estos hilos.
Se comercializan en forma de pequeñas madejas, salvo algunas casas que las presentan forradas en un fino estuche de plástico, lo que impide que se ensucien. Se pueden obtener en todas las mercerías y en las tiendas de labores.
- Datos: Q6024919